# Trappitello
Trappitello (Trappiteḍḍu in siciliano) è una frazione di Taormina, situata a 4,28 km dal centro.
Gli abitanti vengono chiamati nel dialetto siciliano locale trappitiḍḍoti, o trappitiḍḍisi.

## Geografia fisica
Trappitello è un paese attraversato dalla Strada statale 185 di Sella Mandrazzi. Si trova tra il comune di Gaggi e quello di Giardini Naxos, è bagnato a ponente dal fiume Alcantara e fa parte del Parco fluviale dell'Alcantara. 
Dista pochi chilometri dal centro turistico delle Gole dell'Alcantara, site in località Fondaco Motta.

## Origini del nome
Trappitello deriva da "trappeto" e significa quindi "piccolo frantoio". Il toponimo deriverebbe dai trappiti per la frantumazione della canna da zucchero, che veniva coltivata sul territorio.

## Monumenti e luoghi d'interesse

### Architetture religiose
- Chiesa Santa Venera

- Chiesa del Sacro Cuore di Gesù[2]

Le due chiese si trovano in parallelo ma ai lati opposti del torrente che prende il nome dalla prima chiesa Santa Venera.

#### Chiesa di Santa Venera
Nel 1608 Melchiorre Coniglio, arciprete di Taormina, narra i fatti accaduti presso l’antica chiesa di Santa Venera di Trappitello, lo sgorgare improvviso di una fonte miracolosa che portò al ritrovamento di corpi martirizzati, i prodigi che ne seguirono anche in altre parti della Sicilia legati al culto della Santa.

### Aree archeologiche

#### Necropoli di Pietraperciata
Pietraperciata (Petrapicciata, etimo di "pietra bucata") è una contrada a nord di Trappitello e a destra del fiume Santa Venera in cui è sita una necropoli risalente all'età del ferro. La necropoli consiste di piccole cime rocciose dalle quali venivano ricavati dei loculi per la sepoltura di persone.

## Cultura

### Scuole
Sono presenti un istituto comprensivo (scuola dell'infanzia, scuola primaria e secondaria di primo grado) e due secondarie di secondo grado: l'Istituto Tecnico Commerciale "XXIV Maggio 1915" (privato) e l'Istituto d'Istruzione Superiore "Salvatore Pugliatti" (pubblico). Gli ambienti di quest'ultima struttura scolastica ospitano anche la locale sede associata del Centro Provinciale Istruzione Adulti di Messina. 

## Economia
Nel territorio esistono varie attività alberghiere e complessi residenziali che durante il periodo estivo si popolano di turisti di provenienza anche internazionale. Ci sono varie attività edili e in agricoltura prevalgono gli agrumeti.
Dal 1989 al 2000 è esistita sul territorio un'attività industriale di confezione, assemblaggio capi d'abbigliamento dal nome Sicil-Confezioni-Alcantara s.r.l. che collaborò con vari marchi della moda.